# Şirvan
Şirvan (rusky Ширван Širvan), dříve Əli-Bayramlı, je samosprávné město v Ázerbájdžánu.
Dne 25. dubna 2008 bylo dle rozhodnutí Ázerbájdžánského parlamentu přejmenováno z dřívějšího Əli-Bayramlı na Şirvan.
Leží na řece Kura.
Žije zde 70 125 obyvatel.